# Сіті-поп
Сіті-поп (яп. シティ・ポップ, shitī poppu, англ. City pop) — жанр поп-музики, що виник наприкінці 1970-х років у Японії. Спочатку вважався відгалуженням «нової музики», що зазнала західного впливу, проте згодом став включати широкий спектр стилів, таких як AOR, софт-рок, ритм-енд-блюз, фанк і бугі. Пік популярності жанру припав на 1980-ті роки. У 2010-х роках сіті-поп здобув міжнародне визнання в Інтернеті та став джерелом натхнення для таких мікрожанрів, як вейпорвейв та ф'юче-фанк.

## Визначення
Визначення сіті-попу різняться, і багато виконавців, яких пов'язують із цим жанром, грають у стилях, що істотно відрізняються один від одного. Ретаро Аокі з The Japan Times пише:
|  | Спочатку термін використовувався для опису відгалуження «нової музики» 1970-1980-х років, що розвивається під західним впливом. «Сіті-поп» пов'язували з такими виконавцями, як Sugar Babe та Ейті Отаки, які відмовились від японського впливу попередників та внесли у свою музику елементи джазу та ритм-енд-блюзу — жанрів, що передбачають «міське» відчуття. … З того часу цей термін то потрапляв, то виходив з музичного лексикону. ... З таким розпливчастим і широким терміном, як сіті-поп, ніхто, схоже не сходиться до спільної думки щодо його справжнього значення. |

Джон Блістейн з Rolling Stone погоджується, що сіті-поп як жанровий термін є менш суворим ніж широка жанрова класифікація. За словами куратора Japan Archival Series Йосуке Кітадзави, «не було жодних обмежень за стилем чи певним жанром, які ми хотіли передати цими піснями», однак це була «музика, створена міськими людьми для міських людей». Кітадзава виділив два стилі, що служать прикладами сіті-попу: «Перший — пишний, екзотичний гул; другий — ударний ритм». Музикант Ед Мотта в огляді для Wax Poetics пише: «Сіті-поп насправді є AOR та софт-роком, але з домішкою фанку та буги. Тому що коли ви чуєте фанкові сіті-поп композиції, ви чуєте не тільки вплив, але й деякі уривки, які вони крадуть у груп на кшталт Skyy, B. B. & Q. Band і взагалі американських бугі- та фанк-груп».
Редактор німецького журналу Electronic Beats характеризує сіті-поп як японську «відповідь синті-попу та диско». На думку експерта у японській музиці Говарда Вільямса, хоча сіті-поп багато в чому ґрунтується на американських музичних традиціях, він є повноцінним японським жанром.

## Походження
Сіті-поп використовує відносно передові техніки написання пісень та аранжування, такі як велика септима та зменшений тризвук, безпосередньо взяті з американського софт-року того часу (групи Steely Dan та The Doobie Brothers). Ед Мотта простежує становлення сіті-попу в середині 1970-х років та пов'язує його з творчістю Тацуро Ямасіти та Харуомі Хосоно. Оглядач видання Vice Роб Арканд как само приписує Хосоно ключовий вплив на сіті-поп. У середині 1970-х років Хосоно заснував групу Tin Pan Alley, яка змішала південний ритм-енд-блюз, північний соул та джаз-фьюжн із тропічним звучанням гавайської та окинавської музики. Мікі Ай Кью Джонс в огляді для журналу Fact пише, що це призвело до формування музичного стилю, який пізніше отримав назву «сіті-поп».
Жанр став тісно пов'язаний з технологічним бумом у Японії протягом 1970-х і 1980-х років. До числа японських технологій, що вплинули на сіті-поп, увійшли аудіоплеєри Walkman, автомобілі з вбудованими касетними магнітофонами та стереосистемами, а також різні електронні музичні інструменти, такі як синтезатори Casio CZ-101 і Yamaha CS-80 та драм-машина Roland TR-808. На думку Блістейна, електронні музичні інструменти та гаджети «дозволили музикантам осучаснити звуки в їхніх головах», а касетні магнітофони «дозволили шанувальникам дублювати копії альбомів». Також Блістейн пише: «Будучи розкішним поєднанням поп-музики, диско, фанку, ритм-енд-блюзу, буги, джаз-фьюжн, латинської, карибської та полінезійської музики, жанр був нерозривно пов'язаним з підживлюваною технологіями економічною бульбашкою і новим класом дозвілля, який вона породила».

## Популярність
Сіті-поп став окремим місцевим жанром, що досяг піку популярності у 1980-х роках. За даними Vice, найпопулярнішими діячами жанру були такі майстерні композитори та продюсери, як Тацуро Ямасіта і Тосікі Кадомацу, які вкладали у свої хіти складні аранжування та прийоми написання композицій, а зростаюча економіка полегшувала отримання фінансування від лейблів. Ямасіту іноді називають «королем» сіті-попу. Цей жанр поп-музыки також поширився на Індонезію, що призвело до розвитку місцевого стилю, відомого як поп-креатиф. Жанр втратив популярність після 1980-х років. Музичні характеристики сіті-попу були успадковані сібуя-кей-групами 1990-х років, такими як Pizzicato Five та Flipper's Guitar.
Починаючи з 2010-х років, жанр переживає своє відродження, а такі виконавці, як Тацуро Ямасіта і Марія Такеучі знаходять міжнародне визнання в Інтернеті завдяки рекомендаціям і спискам відтворення на YouTube, що підкріплені уривками з аніме. Прикладом композицій, які користуються популярністю є «Plastic Love» Марії Такеучі та «Stay With Me» Мікі Мацубари. Крім того, їхня творчість стає джерелом натхнення для вейпорвейв та ф'юче-фанк виконавців, що переважно використовують техніку семплювання.